# Gerson Rodrigues
Gerson Rodrigues (Pragal, 1995. június 20. –) luxemburgi válogatott labdarúgó, a Sivasspor játékosa kölcsönben a Dinamo Kijiv csapatától.

## Nemzeti válogatott
2017-ben debütált a luxemburgi válogatottban. A luxemburgi válogatottban 36 mérkőzést játszott.

## Statisztika
| Luxemburgi válogatott | Luxemburgi válogatott | Luxemburgi válogatott |
| Időszak               | Mérk.                 | gól                   |
| --------------------- | --------------------- | --------------------- |
| 2017                  | 9                     | 0                     |
| 2018                  | 5                     | 0                     |
| 2019                  | 10                    | 3                     |
| 2020                  | 7                     | 2                     |
| 2021                  | 11                    | 5                     |
| 2022                  | 10                    | 5                     |
| 2023                  | 4                     | 1                     |
| Összesen              | 55                    | 16                    |

## Sikerei, díjai
- Sheriff Tiraspol
  - Moldáv bajnok: 2018

- Dinamo Kijiv
  - Ukrán bajnok: 2020–21[5]
  - Ukrán kupa: 2020–21
  - Ukrán szuperkupa: 2019, 2020